# Petar Nesterow
Petar Nesterow (bulgarisch Петър Нестеров; englisch Petr Nesterov; * 7. März 2003 in Moskau, Russland) ist ein bulgarischer Tennisspieler.

## Karriere
Nesterow spielte bis 2021 auf der ITF Junior Tour. In der Jugend-Rangliste erreichte er mit Rang 15 seine höchste Notierung. Bei den Grand-Slam-Turnieren war er vor allem im Doppel erfolgreich. Er konnte bei den French Open das Halbfinale (Niederlage gegen die späteren Turniersieger) und bei den US Open das Endspiel erreichen. Sein bestes Resultat im Einzel stammt ebenfalls von den US Open.
Bei den Profis spielte Milew sein erstes Turnier 2019, als er im Doppel sofort das Finale erreichte. Nach unregelmäßigen Teilnahmen 2021 spielte er 2022 erstmals regelmäßig auf der drittklassigen ITF Future Tour. Im Einzel gelangen ihm in seinem ersten Profijahr zwei Halbfinalteilnahmen, während er im Doppel von drei erreichten Finals eines zum ersten Titel nutzte. Anfang des Jahres gab er sein Debüt für die bulgarische Davis-Cup-Mannschaft, für die er bei seiner Premiere nicht gewinnen konnte. Der einzige Auftritt auf der ATP Tour erfolgte im September 2022 in Sofia, wo er mit Janaki Milew eine Wildcard für den Doppelwettbewerb erhielt. Sie konnten ihre Chance nutzen und gewannen ihr Debütspiel gegen die Ersatzspieler Jack Vance und Jamie Vance. In der nächsten Runde schieden sie aus. Den größten Sieg im Einzel schaffte Milew in der Einzel-Qualifikation, wo er mit Salvatore Caruso die Nummer 271 besiegte, bevor er ausschied. In der Tennisweltrangliste stieg der Bulgare jeweils im Oktober 2022 auf sein Karrierehoch – Im Einzel auf Platz 803 und im Doppel nach seinem ersten Titel auf Rang 539.